# カンボジアの湖沼一覧
カンボジアの湖沼の一覧（カンボジアのこしょうのいちらん）
- トンレサップ湖
- ヤックロム湖（英語版）
- スラ・スラン
- 西バライ
- カンピング・プイ（フランス語版）
- トンレバティ（英語版）
- ボーン・キャク（英語版）